# Jagdterrier
Il Deutscher Jagdterrier è una razza di cani che ha come antenato il Black and Tan terrier inglese ed è stato selezionato in Germania nel XIX secolo. Deriverebbe da incroci di Fox - Fell - Patterdale, Welsh - Terrier e/o Old English Terrier (Black and Tan Terrier). Secondo alcuni avrebbe ricevuto anche apporti dal Teckel e Pinscher. È un notevole cacciatore. Riconosciuto come uno dei migliori Terrier nello stanare volpi e tassi, eccellente in piccole mute (cinghiale e lepre), come cane da riporto di piccola selvaggina di terra o d'acqua e buon cane da pista di sangue. Carattere indomito e coraggioso fino all'inverosimile. Impavido al punto di essere sempre pronto al litigio non teme alcun pericolo né alcun suo simile. Adoperato per questa ragione per la caccia ai cinghiali o addirittura agli orsi. Fedelissimo al padrone per il quale rischierebbe la vita. Difficile da gestire per questo suo carattere indomito, non è consigliato ad anziani o a famiglie con bambini. Necessita di un proprietario determinato ma soprattutto equilibrato nell'educazione. Il pelo è in due versioni: liscio o ruvido. Può avere eventualmente un po' di barba.
Non è una razza per tutti. Cane intelligentissimo quanto testardo. Se curato bene è un cane longevo.

## Storia
Dopo la prima guerra mondiale, la Germania era intenzionata su come poter liberarsi di tutte le razze "straniere" e riportare ciò che loro consideravano come le "estinte" razze tedesche. Durante questo periodo, essi non portarono mai oltre i confini della Germania questi cani.
Lutz Heck è stato il pioniere di questa peculiare missione di reclutamento seguito da molti altri. Hanno iniziato con solo otto Terrier nero focato. Dopo soli dieci anni, il progetto era completato. 
Il colore nero focato era preminente. Il mantello variava in continuazione. Quelli non rispondenti ai requisiti non furono riconosciuti. Questa varietà tedesca del Terrier nero focato divenne nota come Jagdterrier.
Il primo cane è stato venduto nel 1938 a un tedesco di nome Max Theil.